# Glypta militaris
Glypta militaris är en stekelart som beskrevs av Cresson 1870. Glypta militaris ingår i släktet Glypta och familjen brokparasitsteklar. Inga underarter finns listade i Catalogue of Life.